# Milán Füst
Dans le nom hongrois Füst Milán, le nom de famille précède le prénom, mais cet article utilise l’ordre habituel en français Milán Füst, où le prénom précède le nom.
Milán Füst, né le 17 juillet 1888 à Budapest en Hongrie et mort le 26 juillet 1967 dans la même ville, est un écrivain, dramaturge, poète et esthéticien hongrois issu d’une famille juive de la petite noblesse appauvrie.

## Biographie
En 1908, il rencontre le célèbre écrivain Ernő Osvát et publie son premier texte dans la revue littéraire Nyugat. Il devient l’ami de Dezső Kosztolányi et de Frigyes Karinthy. Après des études de droit et d’économie à Budapest, il enseigne dans une école de commerce. En 1918, il devient procureur de l’Académie Vörösmarty, mais est amené à prendre son congé en 1921.
En 1928, une névrose l’oblige à séjourner six mois au sanatorium de Baden-Baden. Dès 1904, il commence à rédiger, avec acharnement, son long Journal ; une grande partie (concernant les années 1944-1945) sera perdue : les pages en auraient été détruites.
Son roman le plus connu, L’Histoire de ma femme (A feleségem története), paraît en 1942.
En 1947, il enseigne à la Képzőművészeti Főiskola. 
Il reçoit le Prix Kossuth en 1948. On pense à lui pour le Prix Nobel en 1965.

## Éditions françaises
Un choix de poèmes de Milan Füst a été publié en 1971 aux éditions Pierre-Jean Oswald, traduit en français par Isabelle Vital et Pierre della Faille.
Ses romans et nouvelles ont été traduits en français par Édouard Berki et Simonne Peuteuil, puis par Sophie Aude, Éva Brabant-Gerö, Élisabeth Cottier-Fábián et Sophie Képès.

### Romans
- Advent (1923) Avent, traduit par Éva Brabant-Gerö et Élisabeth Cottier-Fábián, Toulouse, Éditions Ombre, 2000  (ISBN 2-84142-117-1)
- A feleségem története (1942) L'Histoire de ma femme, traduit par Édouard Berki et Simonne Peuteuil, Paris Gallimard, coll. « Du monde entier », 1958 ; réédition, Paris, Gallimard, coll. « L'Étrangère », 1994  (ISBN 2-07-073964-3) ; réédition, Paris, Gallimard, coll. « L'Imaginaire », 2016  (ISBN 978-2-07-017816-2)
- Szakadékok (1949) Précipice, traduit par Sophie Aude, Cambourakis, Paris, 2008  (ISBN 978-2-916589-13-8)
- Egy magány története (1956) L'Histoire d'une solitude, traduit par Sophie Aude,  Paris, Cambourakis, 2007  (ISBN 978-2-916589-09-1)

### Théâtre
- Boldogtalanok (1923) Les Malheureux, traduit par Sophie Képès, Paris, Éditions théâtrales, 1990  (ISBN 2-907810-13-8)